# Црвена стена (Подгорица)
Црвена стена — старинная турецкая крепость, расположенная в Подгорице, Черногория.

## Местоположение
Остатки крепости находятся на вершине холма Велье Брдо в районе Подгорицы Толоши.

## Описание

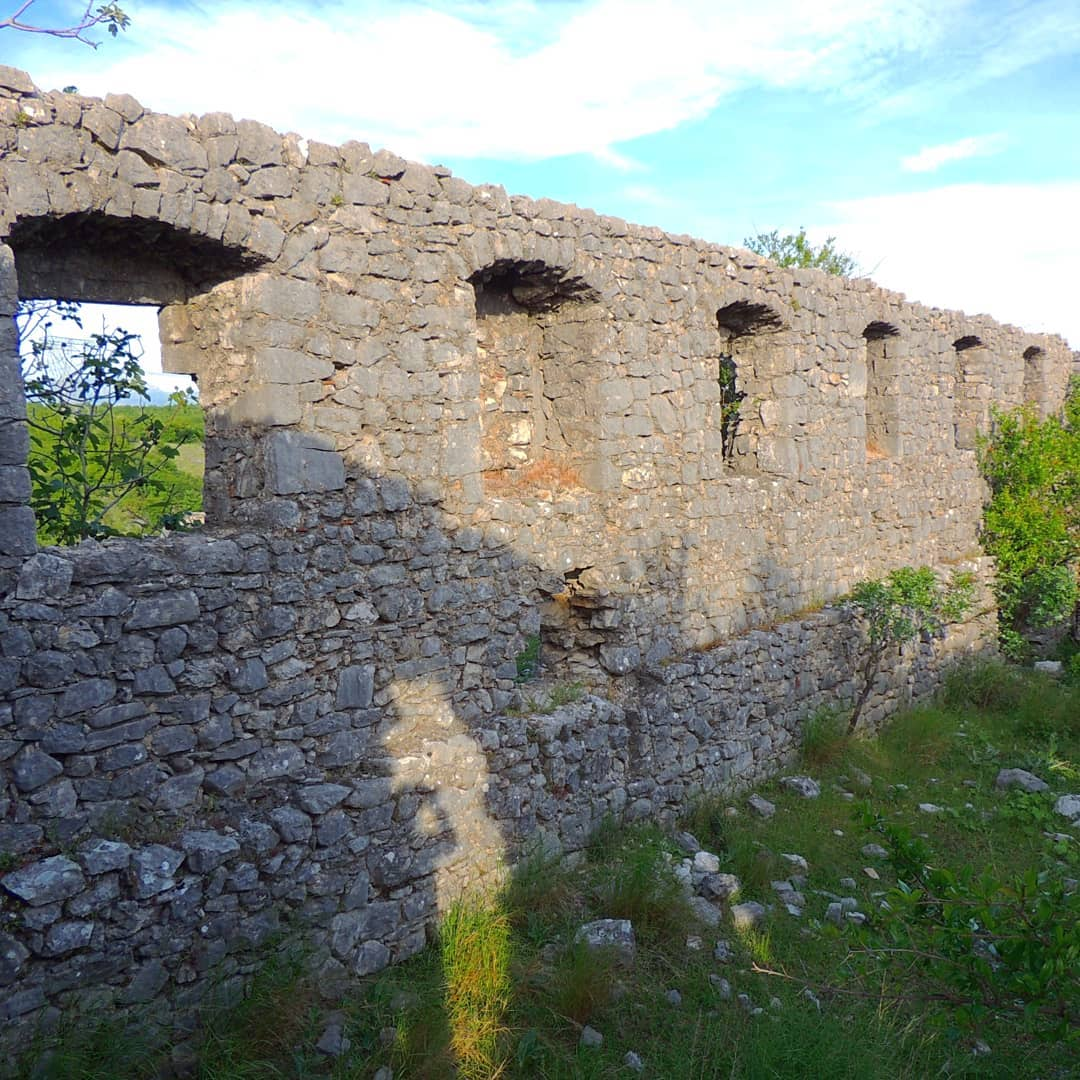
Руины стены

Разрушенная крепость. На русский язык её название переводится как «Красная скала».
Укрепление получило свое название от цвета скал, которые в западном направлении вертикально спускаются к Толошкому полю. У подножия скал находятся поселения Толоши и Мареза.
Укрепление имеет эллипсоидальную форму длиной 150 м и площадью около 1500 квадратных метров, где сохранились оборонительные валы высотой от 1 до 4 метров, а их толщина — от 1,1 до 1,5 метров. Внутри крепостных валов находятся остатки стен без крыши, скорее всего, бывшей казармы, а внизу находятся подземелья.
На территории крепости расположен колодец, в котором есть вода.
Как снаружи, так и внутри остатков укреплений, растут кусты граната и шиповника. Их рост способствует более быстрому разрушению стен.
С вершины крепости (229 метров) открывается прекрасный панорамный вид с одной стороны на Подгорицу, а с другой — на Даниловград.

## История
Построена предположительно в 1862 году турками, чтобы лучше контролировать местные районы, поскольку черногорские племена активно боролись за освобождение от Османской империи. Крепость была разрушена и заброшена в 1878 году после обретения Черногорией независимости. Хотя широко распространено мнение, что фортификационное сооружение отремонтировали и приспособили для своих нужд австрийцы во время Первой мировой войны, так как место, где находится крепость, является стратегическим — с него удобно осматривать окружающую территорию со всех сторон.
Сейчас крепость заброшена и разрушена, хотя с 1950 года находится в списке охраняемых культурных ценностей. Вход в неё свободный.